# Myoictis
Myoictis Gray, 1858 è un genere di marsupiali carnivori della famiglia dei Dasiuridi. I suoi rappresentanti sono noti col nome comune di dasiuri striati, ma anche come martore o manguste marsupiali, per la loro somiglianza con questi carnivori.

## Descrizione
I dasiuri striati sono tra i Dasiuridi più variopinti. La loro pelliccia, di colore marrone, presenta tre strisce longitudinali nere, talvolta intervallate da spazi gialli. Sulla testa, di colore rosso scuro, è presente una striscia nera sul naso. La gola è rosso brillante e il ventre grigio-giallastro. La lunga coda è ricoperta da lunghi peli rossicci. Hanno una lunghezza testa-corpo di 17-25 cm, una coda di 15-23 cm e pesano circa 200 g.

## Biologia
Le abitudini di queste creature sono pressoché sconosciute, ma si ritiene che, come la maggior parte dei Dasiuridi, siano notturne. La loro dieta consiste almeno in parte di piccoli vertebrati come topi e ratti, e per questo motivo sono molto popolari presso le popolazioni locali.

## Distribuzione e habitat
I dasiuri striati vivono esclusivamente in Nuova Guinea e su alcune piccole isole vicine, come le isole Aru, che ospitano una popolazione di M. wallacei. Si incontrano prevalentemente nelle foreste pluviali di pianura.

## Tassonomia
Il genere Myoictis comprende quattro specie:
- Myoictis leucura Woolley, 2005 - dasiuro striato di Woolley;
- Myoictis melas (Müller, 1840) - dasiuro striato di Müller;
- Myoictis wallacei (Gray, 1858) - dasiuro striato di Wallace;
- Myoictis wavicus Tate, 1947- dasiuro striato di Tate.

Fino a non molto tempo fa, però, le specie note erano solo due, poiché M. leucura è stato scoperto solamente nel 2005 e M. wavicus era considerato una sottospecie di M. melas.

## Conservazione
Due specie, M. melas e M. wallacei, vengono classificate dalla IUCN tra le specie a rischio minimo (Least Concern), mentre le altre due sono così sconosciute che non è stato ancora possibile inserirle in una categoria distinta.